# Aeroportul Nampula
Aeroportul Nampula (IATA: APL, ICAO: FQNP) este un aeroport din Nampula District⁠(d), Provincia Nampula, Mozambic ce deservește zona Nampula. Aeroportul a fost tranzitat în 2021 de 153.000 de pasageri. A fost numit după zona deservită.
Situat la o altitudine de 440 m, aeroportul dispune de o singură pistă.